# Излязло от употреба електрическо и електронно оборудване
Излязлото от употреба електрическо и електронно оборудване („Waste Electrical and Electronic Equipment“, WEEE) представлява отпадъчни материали, състоящи се от всякакви негодни за употреба или нежелани електрически и електронни уреди. Излезлите от употреба, но годни за рециклиране устройства понякога продължават да се категоризират като стоки, но неподходящите за тази цел се третират като отпадъци. И двата вида излязло от употреба електрическо и електронно оборудване предизвикват безпокойство поради факта, че много от компонентите са токсични и не са биоразградими.

## Правна рамка
Акронимът ИУЕЕО означава „излязло от употреба електрическо и електронно оборудване“ и навлиза в българската терминология при приемането в българското законодателство на наредба определяща нормативните условия за работа с ЕЕО (електрическо и електронно оборудване) и ИУЕЕО , която е преведена и въведена в българското законодателство от така наречената WEEE Directive (Директива за ИУЕЕО) на Европейския съюз.
Основната идея на наредбата е да направи възможно и доходно рециклирането на ИУЕЕО – дейност, която по принцип няма как да доведе до положителен финансов баланс поради трудността на разделното събиране и обезопасяването на някои от уредите. Статистиката сочи, че всеки европейски гражданин „произвежда“ средно годишно от 17 до 20 килограма електронни отпадъци. Необработените отпадъци от излезлите от употреба електрически уреди и електронна техника причиняват вреди на околната среда и оказват негативно влияние върху здравето на хората, прониквайки в почвата и водите. В този смисъл правилното управление на т.нар. електронен скрап е крайно необходимо.

## Лицензирани организации
Към момента в България има 7 лицензирани организации, които поемат изпълнението по тази наредба и са официално регистрирани в Министерството на околната среда и водите (МОСВ) в следния ред: 
1. ГРИЙНТЕХ БЪЛГАРИЯ АД, гр. София
2. ЕЛТЕХРЕСУРС АД, гр. София
3. НАЦИОНАЛНА ОРГАНИЗАЦИЯ ПО ОПОЛЗОТВОРЯВАНЕ И РЕЦИКЛИРАНЕ НА ОТПАДЪЦИ АД, гр. София
4. ТРАНСИНС ТЕХНОРЕЦИКЛИРАЩА КОМПАНИЯ АД, гр. Варна
5. ЕКОБУЛТЕХ АД, гр. София
6. ЕЛЕКТРООПОЛЗОТВОРЯВАНЕ АД, гр. Бургас
7. ТЕНЕКО РЕЦИКЛИНГ ЕООД, гр. София